# 노르딕 골드
노르딕 골드(Nordic Gold)는 유럽 연합 유로 주화의 10유로센트 주화, 20유로센트 주화, 50유로센트 주화에 사용되는 화폐 재질이다. 원래 스웨덴 10 크로나 주화에서 사용된 "nordiskt guld"에서 유래하였으나, 당시 노르딕 골드는 지금의 노르딕 골드와 다르다.
색깔은 금에 가장 가까운 합금으로 성분 조합은 구리 89% + 알루미늄 5% + 아연 5% + 주석 1%이다. 금이 전혀 포함되지 않으나, 순금에 가까운 색상을 띠고 있다. 주성분이 구리와 아연으로서 평균비중이 7에서 8 언저리이므로 무려 19가 넘는 순금과 비중에서 차이가 있다. 참고로 은도 10이 약간 넘으며 4도씨의 순수 물비중이 1.0이다. 금속 알레르기를 전혀 일으키지 않는데, 이는 기존 주화에서 많이 사용되었던 니켈이 금속 알레르기를 일으키기 쉽기 때문이었으며, 특히 니켈 금속 알레르기가 많은 유럽인들을 고려하여 만들어졌다.
노르딕 골드는 핀란드의 업체에서 처음 만들어졌으나, 기술적 문제로 대량 생산이 용이하지 않은 단점이 있었다. 그러나 1997년~1998년에 대한민국의 풍산에서 대량 생산화에 성공하여 납품되고 있다. 단, 민무늬의 소전형태로 공급된다. 풍산은 전세계 소전시장의 약60%를 차지하기도 한다.